# NGC 73
NGC 73 là một thiên hà xoắn ốc được ước tính cách khoảng 350 triệu năm ánh sáng trong chòm sao Kình Ngư. Nó được phát hiện bởi Lewis A. Swift từ Hoa Kỳ vào năm 1886 và cường độ của nó là 13,7.